# 蚊屋島神社

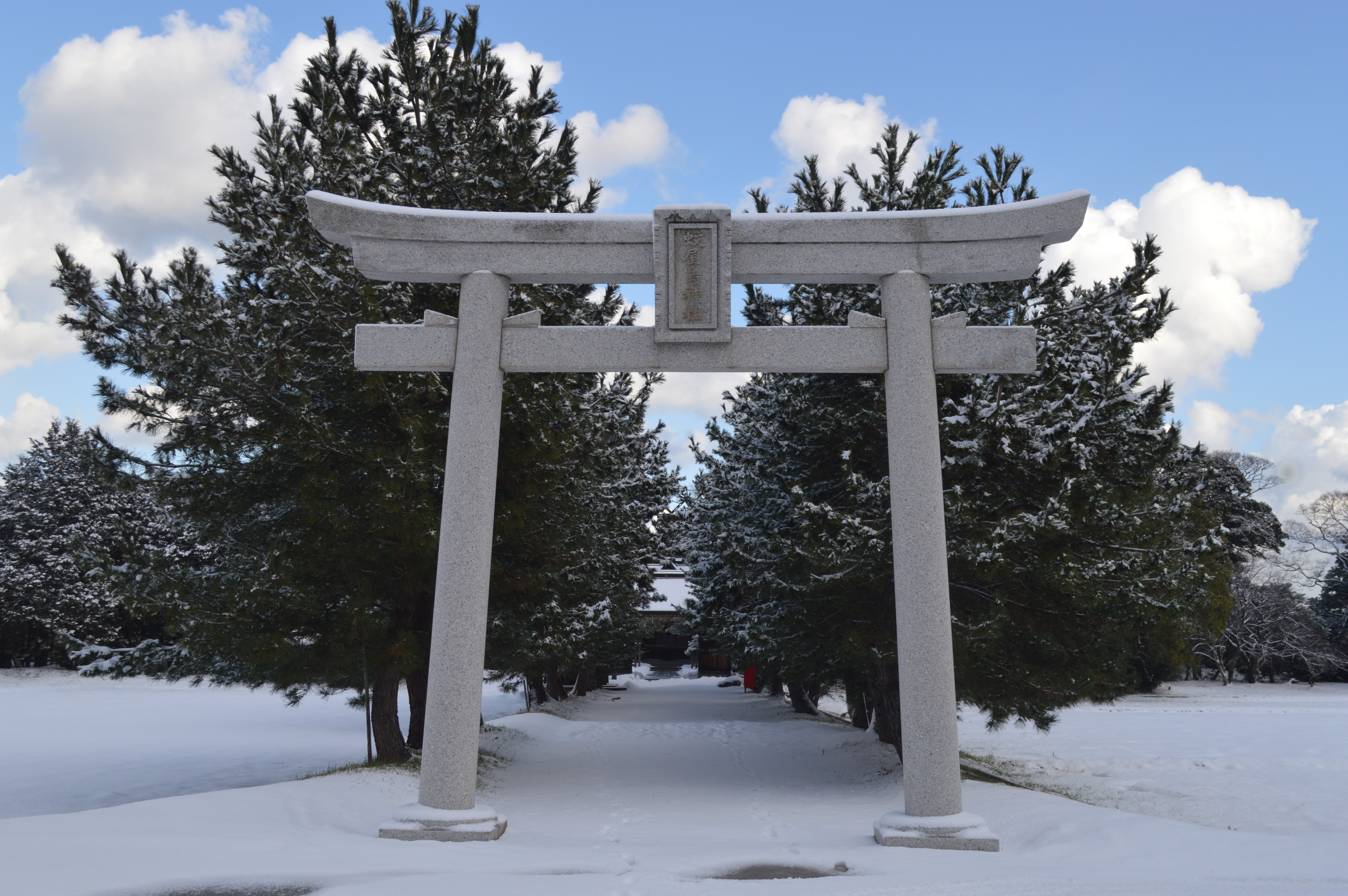
鳥居

蚊屋島神社（かやしまじんじゃ）は、鳥取県西伯郡日吉津村日吉津354にある神社。現在の日吉津村より広い蚊屋庄旧29か村の産土神で、旧社格は郷社。

## 祭神
- 主祭神 - 天照大神、天照高比売命
- 配祀神 - 豊受姫神、天萬栲幡豊秋津姫命、天手力雄命、月夜見命、級長津彦命、天若彦命、天太玉命、神倭姫命、猿田彦大神、大年神、大己貴命、事代主命、素盞嗚命、金山彦命[2][3]

## 歴史
創建時期は不明だが、三代実録の元慶7年（883年）12月28日条に「伯耆国正六位上天照高比売女神」の記述が当社に該当するという説がある。中世以降、この地方に勢力を盛った武士の尊崇が厚く、社領の寄進などの文書が神社に多数残っている。江戸時代に入っても米子城主中村氏や鳥取藩主池田氏からの寄進や社殿修築時の援助等の記録がある。
明治初年に現在の「蚊屋島神社」に改称される前は「日吉津村大神宮」「伊勢大神宮」「伊勢宮」「天照皇大神社」「日吉津大神宮」と呼ばれていた。1916年（大正5年）に日吉津村の今村神社、翌年に現在は米子市内の五千石村にあった秀阪神社を合併した。

## 境内
境内は日吉津村の中心部にあり、広さは7,980平方メートル。建物は南面して立っている。
- 本殿 - 1868年（明治元年）再建、1900年（明治33年）大規模修理[1]。
- 幣殿及び拝殿 - 天保4年（1833年）再建、1900年（明治33年）大規模修理[1]。
- 神饌所及び渡廊 - 1900年（明治33年）新築[1]。
- 神楽殿 - 1900年（明治33年）新築、1976年（昭和51年）増築[1]。
- 宝庫（仮殿） - 1900年（明治33年）新築[1]。
- 豊受社 - 1868年（明治元年）再建[1]。
- 天神社 - 1868年（明治元年）再建[1]。
- 随神門 - 1900年（明治33年）再建[1]。

## 文化財

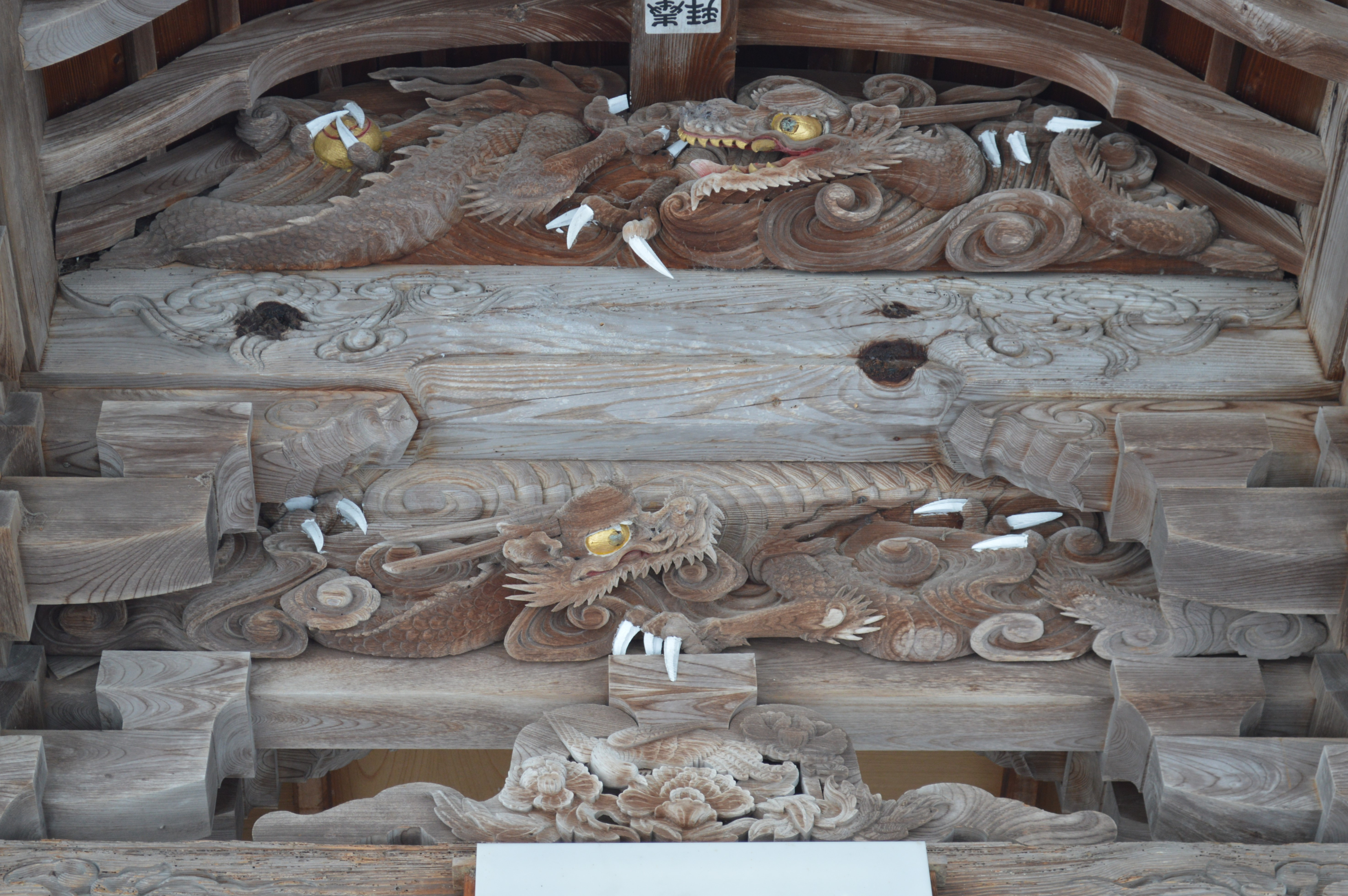
龍の彫刻

### 村指定有形民俗文化財
- 龍の彫刻 - 江戸時代中期から末期[11]。2014年（平成26年）9月24日指定[11]。拝殿と向拝の上部に計3体の龍が彫られており、松江藩主松平治郷に使えた指物師の小林如泥の作と伝わる[11]。

### 登録有形文化財
- 本殿、幣殿及び拝殿、神饌所及び渡廊、神楽殿、宝庫（仮殿）、豊受社、天神社、随神門 - 2018年（平成30年）11月2日登録。

## 例祭
- 4月11日 - 春祭。春の例祭は、その年の農作物の成育と豊かな稔り、家畜の悪疫が退散することなどを祈る祭りである[12]。
- 10月11日 - 秋祭。秋の例祭は、収穫を祝い感謝する祭り[12]。
- 蚊屋島神社の七十五膳神事 - 祭礼に際しては、境内に置かれた大釜で、玄米・大豆・刻み昆布・刻み鯣（スルメ）を一緒にして炊いたものを大小75の盤およびお椀に盛る。祭典が始まると氏子代表十数人が、白装束を着て、所定の神饌の後につけてこれを手渡しでお供えする。[13][14]。

## 所在地・交通
所在地
- 689-3553 鳥取県西伯郡日吉津村日吉津354

交通アクセス
- JR伯備線伯耆大山駅から徒歩